# Porcupine Tree
Porcupine Tree es una banda de rock progresivo formada en Hemel Hempstead, Reino Unido. Esta banda es el proyecto más exitoso del músico Steven Wilson y han desarrollado piezas musicales que se caracterizan por su diversidad y la calidad distintiva del sonido en sus grabaciones. Wilson, un músico autodidacta amante de diversos géneros musicales, comenzó con el proyecto a fines de la década de los 80s como una aventura musical en solitario.

## Historia

### Comienzos
Porcupine Tree se creó en 1987 como un proyecto en colaboración que contaba con la presencia de Steven Wilson y Malcolm Stocks. Inspirados por los grupos predominantes durante su juventud, como Pink Floyd, crearon una banda de rock ficticia con el nombre de Porcupine Tree. Al instante, Wilson compuso varias canciones, y entre los dos crearon la biografía de la banda, sus miembros y los títulos de los álbumes. Esta biografía incluía numerosas idas y venidas de la cárcel por parte de sus ficticios miembros, quienes se conocieron en un festival de rock en los años '70. Según declaraciones de Wilson: "Fue algo que empecé cuando pude disponer del dinero suficiente para comprar los materiales para formar un estudio de grabación. Cuando tienes un estudio en tu casa, tiendes a hacer cosas que no harías si estuvieses en un estudio profesional, donde estás todo el tiempo mirando el reloj. Lo único que quería hacer, ya que me encantaba la música psicodélica de los años '60 y '70 y la música progresiva, era hacer una copia de todo eso".
Aunque Porcupine Tree comenzó como una broma de Wilson, quien estaba más preocupado por su proyecto No-Man, hacia 1989 comenzó a plantearse la comercialización de la música de su nuevo proyecto, por lo que grabó un casete de 80 minutos, llamado Tarquin's Seaweed Farm, bajo el nombre de Porcupine Tree. Continuando con la broma, Wilson incluyó en el casete un librillo de ocho páginas con la información de los miembros inventados de la banda.
Estas grabaciones fueron enviadas por Wilson a aquellas personas que pensaba que les podía interesar algo de ese estilo. La revista inglesa Freakbeat comenzó a plantearse la creación de un sello discográfico cuando recibió el casete de Wilson. Aunque la cinta recibió suaves críticas, se ofreció la participación de Porcupine Tree en un recopilatorio de grupos underground de rock psicodélico. No sería hasta dieciocho meses después cuando se editó este disco. Durante este tiempo, Porcupine Tree había grabado nuevo material recogido en otro casete, titulada The Nostalgia Factory, que consiguió una buena cantidad fanes dentro del movimiento underground, aunque la broma de Wilson, de convertir a la banda en una copia de las leyendas de los '70, aún seguía en proceso.
"Linton Samuel Dawson" fue el tema elegido para representar a Porcupine Tree en el recopilatorio de rock psicodélico, que salió al mercado bajo el título de A Psychedelic Psauna. Poco después, el recién fundado sello Delerium Records le ofreció un contrato a Porcupine Tree, según el cual se re-editarían los anteriores trabajos de la banda. Delerium ofreció a la formación la edición de un álbum doble que contuviese los casetes anteriores del grupo, pero Wilson prefirió incluir lo mejor de cada trabajo en un solo disco, que salió a la luz bajo el nombre de On the Sunday of Life... en 1992. El material descartado fue editado posteriormente en una edición limitada con el nombre de Yellow Hedgerow Dreamscape.
On the Sunday of Life... fue distribuido con sólo 1000 copias que se agotaron poco después de que saliese a la calle. La presión ejercida por el público y la prensa hicieron que volviese a ser editado, esta vez con una tirada mayor y en formato CD. El disco contenía futuros clásicos en los conciertos de la banda. En el año 2000, On the Sunday of Life... había vendido más de 20.000 copias.
Gracias al creciente éxito de Porcupine Tree, el otro proyecto de Wilson, No-Man, consiguió un contrato con el sello One Little Indian Records, lo que permitió que Wilson se dedicase por completo al mundo musical.

#### Llegada de nuevos miembros y comienzo del éxito
Una vez alcanzado un relativo éxito comercial, Wilson comenzó a mirar más allá de las fronteras musicales de su banda e introdujo a sus canciones elementos de música contemporánea. "Voyage 34", una única canción editada en 1992, incluye en sus más de treinta minutos de duración influencias de grupos como The Orb y Future Sound of London, mezcladas con música de ambiente. La canción era demasiado larga para llegar a ser un éxito en la radio, pero causó buena impresión en el público underground, llegando al vigésimo puesto de la lista británica de sencillos independientes.
"Voyage 34" era una canción grabada para el siguiente álbum de la banda, que saldría al mercado como Up the Downstair. En un principio se pensó editar como un disco doble, pero la decisión de no incluir la canción en el disco hizo que tuviese que ser reducido a un único disco. Up the Downstair fue catalogado como uno de los mejores discos de 1993 gracias a la continuación del estilo de la banda, que incluía fusiones de rock y dance. Richard Barbieri y Colin Edwin, futuros miembros de la banda, hicieron apariciones en el trabajo como músicos invitados.

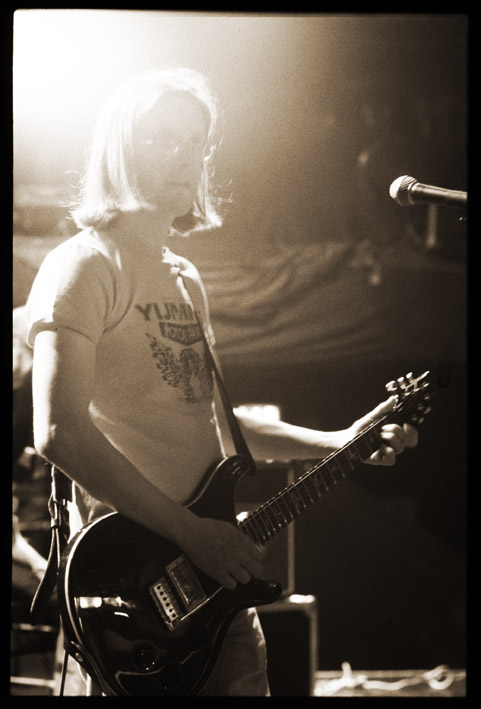
Steven Wilson en un concierto con Porcupine Tree en agosto de 2006.

En noviembre de 1993, "Voyage 34" fue reeditada junto con un remix de la banda de música electrónica Astralasia. Aunque siguió sin tener ningún tipo de apoyo radiofónico, llegó a la lista de la revista NME de éxitos independientes y permaneció allí durante seis semanas. 
A finales de 1993, la banda había crecido lo suficiente para tener que dar conciertos en directo, por lo que Wilson tuvo que abandonar su broma. Para ello, se contrató a Richard Barbieri como teclista, Colin Edwin como bajista y Chris Maitland como baterista, mientras que Wilson enfocó su trabajo a la parte vocal y a la guitarra. Estos tres miembros habían estado inmersos anteriormente en varios grupos de música semejantes a Porcupine Tree, y habían trabajado con Steven Wilson: Barbieri (exmiembro de Japan) y Maitland habían sido miembros en directo de No-Man, y Edwin había colaborado en la grabación de Up the Downstair.
El siguiente disco de la banda se hizo esperar hasta comienzos de 1995, y fue precedido del sencillo "Stars Die/Moonloop". The Sky Moves Sideways, tercer trabajo de la banda, se convirtió en un gran éxito entre los fanes progresivos, y Porcupine Tree se erigió como el sucesor de Pink Floyd en los '90. En posteriores declaraciones, Wilson explicó que lamentó esto, ya que, según sus palabras: "Es verdad que durante el periodo de grabación de The Sky Moves Sideways había hecho demasiado para satisfacer a los fans de Pink Floyd que nos seguían a nosotros ya que Pink Floyd ya no sacaba álbumes. Sin embargo, lo niego". The Sky Moves Sideways presenta una mezcla de rock experimental y rock progresivo, ya que una mitad fue grabada antes de la llegada de los componentes de la banda y la otra, después, por lo que se considera como un disco de transición. El disco contiene una pieza homónima de 35 minutos, que Wilson pensaba alargar hasta que ocupase la totalidad del disco. Su versión extendida fue incluida en la edición remasterizada del álbum en 2004. The Sky Moves Sideways fue el primer disco de la banda en ser editado también en América, donde fue recibido con positivas críticas. Gracias a ello, la banda giró por numerosos países, como Grecia, Italia, Holanda o el Reino Unido.

### Consolidación

#### Llegada de la fama
En parte insatisfechos con el resultado de The Sky Moves Sideways, Porcupine Tree relegó la composición de nuevo material a un segundo plano y desarrolló una leve actividad durante 1996, lo que significó un acercamiento a un sonido más ambicioso marcado por el rock. Wilson declaró al respecto: "Es obvio que el factor clave fue que pudimos representar nuestra música en directo. Pero en el fondo pienso que no habría llevado mi carrera en solitario todo lo lejos que quisiera porque no me gusta trabajar con cajas de ritmos. En The Sky Moves Sideways hay un par de canciones en las que introduje finalmente a Chris y Colin: "Stars Die" y "Moonloop". Y fueron una pieza clave para mí, ya que me di cuenta de que esas dos canciones fueron las mejores de todas las sesiones de grabación. Y me di cuenta de que nunca volvería a trabajar con cajas de ritmos. Pero creo que siempre tuve la idea de formar una banda de rock, porque las bandas tienen algo así como glamour, que no tienen los proyectos en solitario". Es por ello que Porcupine Tree comenzó a trabajar en su siguiente álbum, Signify, como un grupo. Todos los componentes de él figuran como compositores del tema "Intermediate Jesus", que salió de una sesión de improvisación (la sesión completa puede escucharse actualmente en el EP Metanoia). Wilson dijo: "Signify es ligeramente singular, ya que está grabado como un disco de una banda, porque nunca fuimos capaces de permanecer todos en la misma habitación a causa de limitaciones físicas, con la excepción de la canción "Intermediate Jesus", que fue compuesta fuera".
Después de la edición del primer sencillo "real" de Porcupine Tree, "Waiting", que entró en la lista de éxitos británica, Signify llegó a las tiendas en septiembre de 1996. Muchas canciones muestran influencias del avant-garde, incluyendo temas instrumentales y canciones pegadizas y oscuras. La prensa musical especializada europea se interesó por Porcupine Tree y por Signify, y la banda se convirtió en una de las formaciones más respetadas del panorama rock de mediados de los '90. Mientras tanto, la popularidad de la banda fue aumentando, especialmente en Italia y entre los fanes del rock progresivo. Durante un concierto ante 5.000 personas en Roma se grabó el disco Coma Divine, el último en ser editado en el sello Delerium Records, cuyos dirigentes pensaron que no podían ofrecer los medios suficientes para una banda cuya popularidad iba cada vez más en aumento.
En 1997, el excantante de Marillion, Fish, ofreció a Wilson su participación en el nuevo disco de Fish, Sunsets on Empire. Wilson colaboró en la composición, interpretación y grabación del disco. Dos años después, y viendo el éxito que había conseguido el disco de Fish y Wilson, Marillion invitó a este último a la grabación de su nuevo trabajo, marillion.com, lo que significó la consecución del sueño de Wilson de trabajar con una de sus bandas preferidas en su adolescencia.
Como consecuencia del cambio de compañía discográfica, los tres anteriores discos de Porcupine Tree fueron remasterizados y reeditados en el sello Ark 21 Records.

#### Cambio de estilo
Los cuatro miembros de la banda pasaron el año 1998 componiendo su quinto álbum de estudio, que acabaría por confirmar el movimiento del estilo del grupo hacia pasajes más accesibles. Según Steven Wilson: "Quería hacer un álbum lleno de buenas canciones. Ahora estoy mucho más interesado en que la composición es una forma de arte. Cuando comencé a hacer álbumes con Porcupine Tree, dejaba que los discos fluyesen y encajasen solos. Ahora sigue siendo así, pero es un sonido más cerrado, en el sentido de que es mucho más importante. Lo que estaba escuchando todo el tiempo cuando estaba componiendo el disco estaba mucho más orientado vocalmente. Diría que mi mayor influencia en esto fue Brian Wilson y los Beach Boys. Estuve escuchando mucho de su material como Pet Sounds y toda su manera armónica de cantar. También material de Todd Rundgren, Crosby, Stills, Nash & Young, cualquiera que tuviese buenas cualidades vocales. Me fijé en esto particularmente cuando estaba escribiendo este álbum. Y me interesé en la idea de las canciones de pop como sinfonías experimentales si te gustan".
En el momento de la grabación, la banda no disponía de presupuesto para ello, pero a finales de año firmaron con Snapper Music y, en marzo de 1999, Stupid Dream fue editado, apoyado por una gira por el Reino Unido, Grecia, Italia, Holanda, Bélgica, Suiza, Alemania, Francia, Polonia y los Estados Unidos. Los tres sencillos extraídos del álbum, "Piano Lessons", "Stranger by the Minute" y "Pure Narcotic" alcanzaron bastante éxito en el ámbito del mainstream de Estados Unidos y Europa, y llegaron a altas cotas en las listas de éxitos independientes británicas. Aunque supuso una ligera ruptura con el estilo anterior de la banda, gracias a lo cual algunos antiguos fanes de la banda quedaron decepcionados por el disco, Porcupine Tree ganó muchos admiradores nuevos y Stupid Dream se convirtió en la publicación más aclamada del grupo en aquel momento.

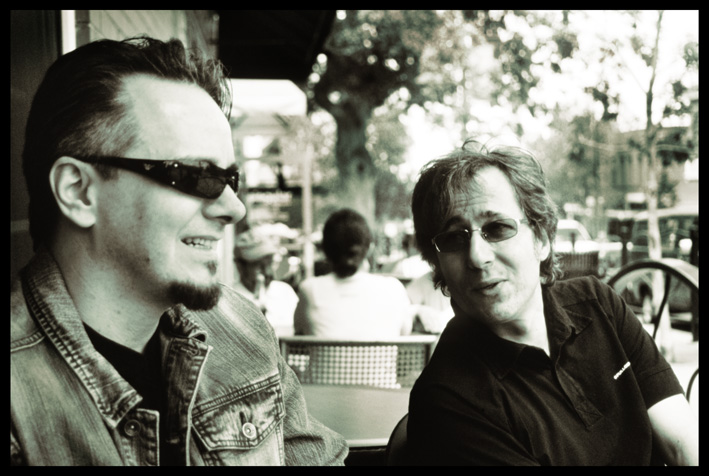
Gavin Harrison y Richard Barbieri en 2005.

El tiempo que pasó la banda buscando un presupuesto suficiente para grabar Stupid Dream no había sido desaprovechado por sus miembros, quienes estaban listos para editar un nuevo trabajo en el año 2000. Lightbulb Sun, que presenta como invitado especial a Dave Gregory de XTC, siguió la tónica estilística de Stupid Dream, pero evolucionó ligeramente hacia un sonido más intenso. El disco fue editado en mayo de 2000, precedido del sencillo "Four Chords That Made a Million", y fue el anticipo a una serie de conciertos, entre los que destaca uno con las entradas agotadas en el club Scala de Londres, seguido de una gira con Dream Theater, que duró hasta el año 2001.
Para finalizar el contrato con Snapper Music, la banda reeditó Lightbulb Sun en Israel y Alemania, y publicó el EP Recordings, que contiene canciones eliminadas de anteriores trabajos de la banda en una edición limitada. Poco después, la banda, inmersa en una pequeña gira por los Estados Unidos, anunció su nuevo contrato con Lava Records, subsidiaria de Atlantic Records.
En febrero de 2002, Porcupine Tree sufrió su primer cambio en su alineación al ser sustituido Chris Maitland por Gavin Harrison después de ocho años como baterista de la banda. Un mes después, en marzo de 2002, se edita el primer box set de la formación, Stars Die: The Delerium Years 1991-1997, que resume el trabajo temprano de la discografía de la banda. Poco después, la formación comenzó a grabar su primer disco con su nueva discográfica, Lava Records, después de que Steven Wilson hubiese pasado los dos años anteriores componiendo. El disco fue grabado entre Nueva York y Londres, y fue mezclado en Los Ángeles bajo la supervisión de Paul Northfield y Dave Gregory.

#### Obras cumbres y mayor éxito
In Absentia fue editado en septiembre de 2002 en Estados Unidos y en enero de 2003 en Europa. El álbum marcó un giro estilístico en el sonido, inspirados por el metal extremo e incorporando riff muy pesados y distorsionados, pero manteniendo pasajes tranquilos. Las bandas suecas de Meshuggah y Opeth fueron las principales inspiradores del cambio y son agradecidas en las notas finales. El disco consiguió alabanzas de la prensa musical a lo ancho de todo el mundo y rápidamente se convirtió en el disco más vendido de la banda en esa época al llegar a las 100.000 copias vendidas en su primer año y entrando en las listas de éxitos de numerosos países europeos. Para la promoción del álbum, Porcupine Tree giró varias veces por Europa y Norteamérica, incluyendo una multitudinaria con Opeth. Durante estas giras, la imagen de la banda y los efectos lumínicos de sus conciertos alcanzaron altas cotas gracias a la contratación del fotógrafo Lasse Hoile. La gira terminó con un concierto lleno en el famoso London Astoria.
En 2003, la banda fundó su propio sello discográfico y su tienda en línea, ambas bajo el nombre de Transmission Records, a través de la cual Porcupine Tree planea editar sus futuros discos en directo y ediciones limitadas.
También en 2003 se re-editaron, en versiones de dos CD, los discos Up the Downstair, Stupid Dream y Lightbulb Sun, todos bajo Lava Records.
El siguiente año vio el proceso de composición y grabación del siguiente LP de la banda, Deadwing, inspirado en un guion cinematográfico escrito por Steven Wilson y Mike Bennion, director de cine profesional. El disco fue completado en noviembre de 2004, cuando las ventas totales de material de Porcupine Tree en todo el mundo alcanzaron el medio millón de unidades.
Deadwing fue publicado en la primavera de 2005 en Europa y Estados Unidos precedido de dos sencillos, "Lazarus" en Europa y "Shallow" en Estados Unidos, bajo un sonido orientado hacia el metal progresivo. El disco recibió buenas críticas, en especial al éxito de "Shallow". La gira de promoción del trabajo comenzó en el Reino Unido en marzo y se extendió hasta el resto del año. El exitoso sencillo fue posteriormente incluido en el videojuego Burnout Revenge y en la película Four Brothers. Deadwing fue el primer álbum en ser editado en Japón, el 22 de marzo de 2006.
Un nuevo cambio de discográfica se anunciaría el 8 de mayo de 2006, al firmar con Roadrunner Records. Wilson dijo de la compañía: "Roadrunner se ha establecido como una de las compañías más importantes del mundo para música rock, y no podemos estar más entusiasmados por trabajar con ellos para expandir nuestra audiencia y elevar a Porcupine Tree al siguiente nivel". Pocos meses después, en octubre de 2006, se editó Arriving Somewhere, un DVD en directo de la banda.

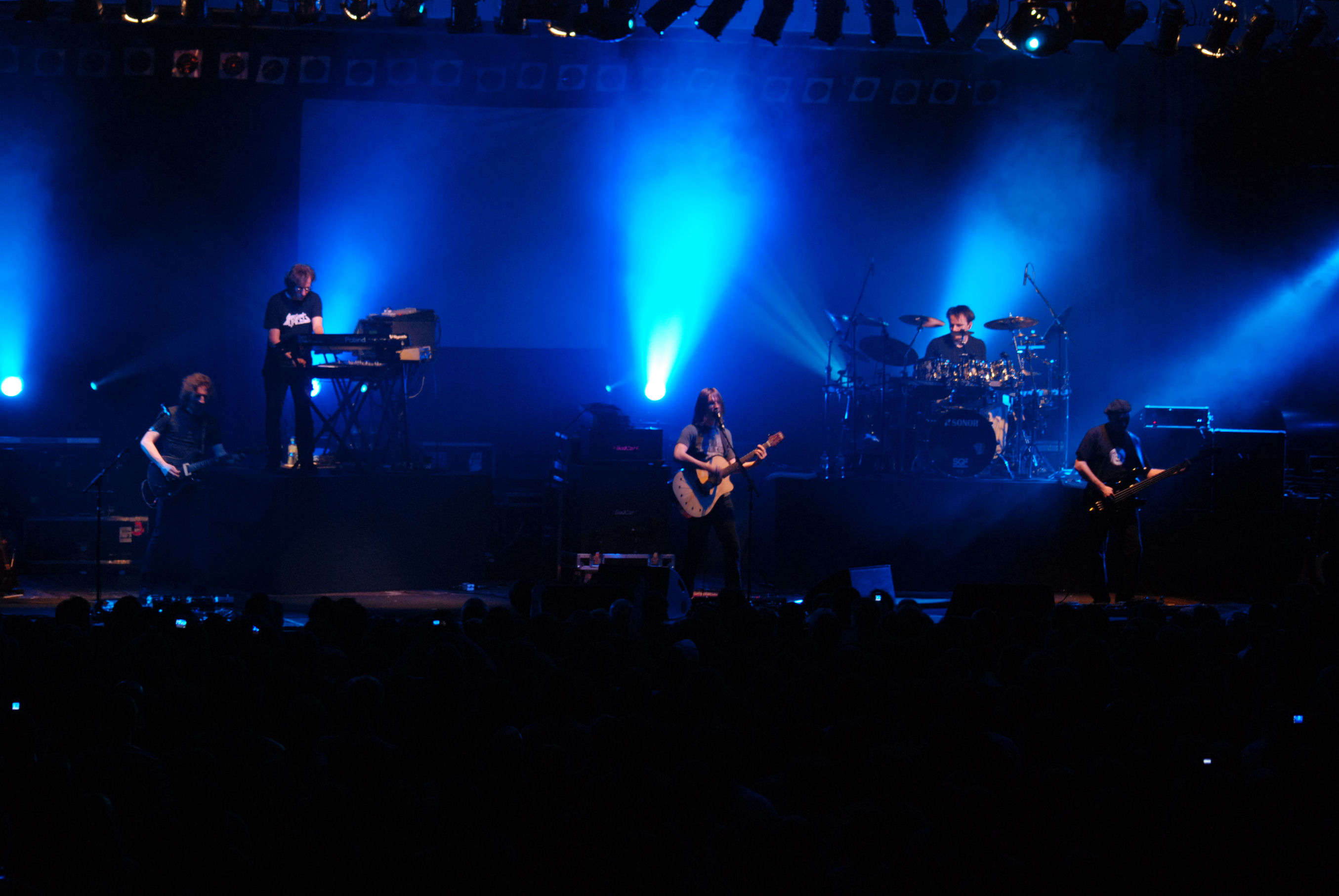
Porcupine Tree en un concierto en Cracovia, Polonia, el 7 de julio de 2007. De izquierda a derecha: John Wesley, (guitarrista en los conciertos de la banda), Richard Barbieri, Steven Wilson, Gavin Harrison y Colin Edwin.

Con la edición de Fear of a Blank Planet el 16 de abril de 2007, Porcupine Tree ha conseguido abrirse un hueco entre las bandas más prominentes de la escena internacional, llegando al puesto 59º en el Billboard 200 estadounidense. Para promocionar el disco, la banda giró a lo largo de 2007 por Alemania, México  y el Reino Unido, y editó el EP Nil Recurring con canciones extraídas de las sesiones de grabación de Fear of a Blank Planet, incluyendo contribuciones del líder de King Crimson, Robert Fripp.
Para comenzar el año 2008, la banda inglesa publicó el álbum en directo We Lost the Skyline en febrero, grabado en Orlando, Florida, EE. UU. en una tienda de discos ante más de doscientas personas.
A comienzos de 2009, la banda anunció que las sesiones de grabación del nuevo álbum comenzarían en febrero, incluyendo una canción de 35 minutos, así como las fechas de la gira de promoción posterior al lanzamiento del disco. El 12 de junio se revelaron finalmente los detalles del nuevo trabajo, que llevaría por título The Incident y que salió al mercado el 21 de septiembre de 2009 como un doble disco. También se destapó que la canción de 35 minutos, homónima, finalmente ocuparía todo el primer CD y que duraría 55 minutos, descrita por Wilson como "una canción ligeramente surrealista sobre comienzos y finales y con la sensación de que 'después de esto, nada volverá a ser lo mismo'". Las restantes cuatro canciones compuestas ("Flicker", "Bonnie the Cat", "Black Dahlia" y "Remember Me Lover") se publicaron en un disco diferente en formato EP para "remarcar su independencia de 'The Incident'". De forma limitada, y al igual que hizo Wilson con Insurgentes, The Incident contó con una edición limitada que incluyó el disco doble, su versión en DVD-A y un libro de fotografías de Lasse Hoile.

### Retorno
El 1 de noviembre de 2021 se anunció en la web de Porcupine Tree la publicación de un nuevo disco titulado Closure/Continuation en junio de 2022, seguido de una gira a finales del mismo año. La formación del grupo se había reducido a un trío compuesto por Richard Barbieri, Gavin Harrison y Steven Wilson, sin el bajista Colin Edwin.

## Estilo
La música de Porcupine Tree se engloba habitualmente dentro del rock progresivo, aunque Steven Wilson ha expresado su disconformidad con esta etiqueta: "La música de Porcupine Tree es muy muy simple. No hay nada complejo en ella. Lo complejo está en la producción. La complejidad está en que los álbumes están firmemente construidos. Todo el trabajo consiste en crear la textura y el sonido, y hacer que suene bien. No hay nada de complicado en nuestra música en absoluto. Y por eso es por lo que no me gusta que la gente nos describa como rock progresivo. No creo que seamos una banda progresiva. Creo que sólo somos una banda de rock. Creo que lo que lleva a la gente a darnos la categoría de progresiva es la manera en la que las canciones están producidas".
Sin embargo, en una entrevista en ProgArchives, Wilson explicó que el término "rock progresivo" está cada vez más extendido: "Se ha convertido en un término mucho más extendido que hace cinco años".

## Integrantes
Miembros actuales
- Steven Wilson: voz, guitarra, piano, teclado, banyo y dulcémele (1987- 2010) (2021-presente)
- Richard Barbieri: sintetizador, teclado y piano (1993-2010) (2021-presente)
- Gavin Harrison: batería y percusión (2002-2010) (2021-presente)

Miembros de gira
- John Wesley: guitarra y coros (2002-2010)

Miembros pasados
- Colin Edwin: bajo y contrabajo (1993-2010)
- Chris Maitland: batería y coros (1993-2002)

## Discografía
Álbumes de estudio
- 1991: On the Sunday of Life...
- 1993: Up the Downstair
- 1995: The Sky Moves Sideways
- 1996: Signify
- 1999: Stupid Dream
- 2000: Lightbulb Sun
- 2002: In Absentia
- 2005: Deadwing
- 2007: Fear of a Blank Planet
- 2009: The Incident
- 2011: Recordings (B-sides)
- 2015: The sound of no one listening
- 2022: Closure/Continuation